# Soues (Hautes-Pyrénées)
Soues település Franciaországban, Hautes-Pyrénées megyében. Lakosainak száma 3000 fő (2022. január 1.). Soues Séméac, Barbazan-Debat, Horgues, Laloubère, Salles-Adour és Tarbes községekkel határos.

## Népesség
A település népessége az elmúlt években az alábbi módon változott:
| Lakosok száma | 3033 | 3048 | 3104 | 3061 | 3070 | 3066 | 3047 | 3023 | 3000 |
|               | 2013 | 2015 | 2016 | 2017 | 2018 | 2019 | 2020 | 2021 | 2022 |